# سليمان سيد
سليمان سيد باي من مواليد 1842، هو رسام ومدرس الفنون عثماني، عمل لتدريس الفن بالمدارس العسكرية لمدة 36 عاماً، ويعتبر سليمان سيد عضواً مؤثراً من الجيل الأول للرسامين الأتراك المعاصرين في تاريخ الدولة العثمانية.

## التعليم والبدايات
التحق بالأكاديمية العسكرية التركية، حيث لفت انتباهه أساتذة الرسم مثل Giovanni Schranz , تخرج منها برتبة ملازم عام 1862 واستُرسل بعدها إلى باريس لتحصيل الفني، حيث درس في “École des Beaux-Arts” تحت إشراف Alexandre Cabanel وGustave Boulanger لمدة نحو ثماني سنوات وحصل على وسام Officier d’Académie. a .

### التدريس والنقل الثقافي
عمل مدرّسًا للفن في المؤسسات العسكرية والطبية في إسطنبول لمدة 36 عامًا، وارتقى إلى رتبة عقيد عام 1910 , ركز في تدريسه على البناء الهندسي والمنظور، وأعد مؤلفًا مرئيًا ضخمًا باسم "علم المنظور" (Fenn‑i Menazır) من حوالي 800 صفحة، لكن لم يُنشر قبل وفاته , بالإضافة للتدريس، كتب مقالات فنية وترجم نصوصًا، وعمل صحفيًا لصالح صحف عثمانية مثل “Istikbal”.

## المسيرة الفنية
يُعرف بشكل رئيسي برسم لوحات الطبيعة الصامتة (الفواكه والزهور)، مثل “Still Life with التي تُعرض في متحف أنقرة ونماذج لمتحف إسطنبول , يُعد من الجيل الأول للفنانين الحديثين في الإمبراطورية العثمانية، ناقلًا أساليب الرسم الغربي إلى مؤسسات الدولة.